# 小行星662
小行星662（662 Newtonia）是一颗围绕太阳公转的小行星。1908年3月30日，喬爾·梅特卡夫在汤顿描述了此天体。
人们一直以来都以为小行星662是以艾萨克·牛顿命名，所以后来发现的小行星都没有以牛顿命名。但之后验证发现其实小行星662是以美国马萨诸塞州城市牛顿命名，现在以艾萨克·牛顿命名的是小行星8000。
这颗小行星的绝对星等为10.3等。

## 相关條目
- 小行星列表/10001-11000

## 外部連結
- Asteroid Lightcurve Database (LCDB) （页面存档备份，存于）, query form (info （页面存档备份，存于）)
- Dictionary of Minor Planet Names, Google books
- Discovery Circumstances: Numbered Minor Planets (10001)-(15000) （页面存档备份，存于） – Minor Planet Center
- 小行星662 at AstDyS-2, Asteroids—Dynamic Site
  - Ephemeris · Observation prediction · Orbital info · Proper elements · Observational info
- NASA JPL小天體瀏覽器上的小行星662

| 前一小行星： 小行星661 | 小行星列表 | 後一小行星： 小行星663 |